# Rhacophorus
Genre
Synonymes
- Leptomantis Peters, 1867

Rhacophorus est un genre d'amphibiens de la famille des Rhacophoridae.

## Répartition
Ce genre regroupe 88 espèces qui se rencontrent en Asie du Sud, en Asie de l'Est et en Asie du Sud-Est.

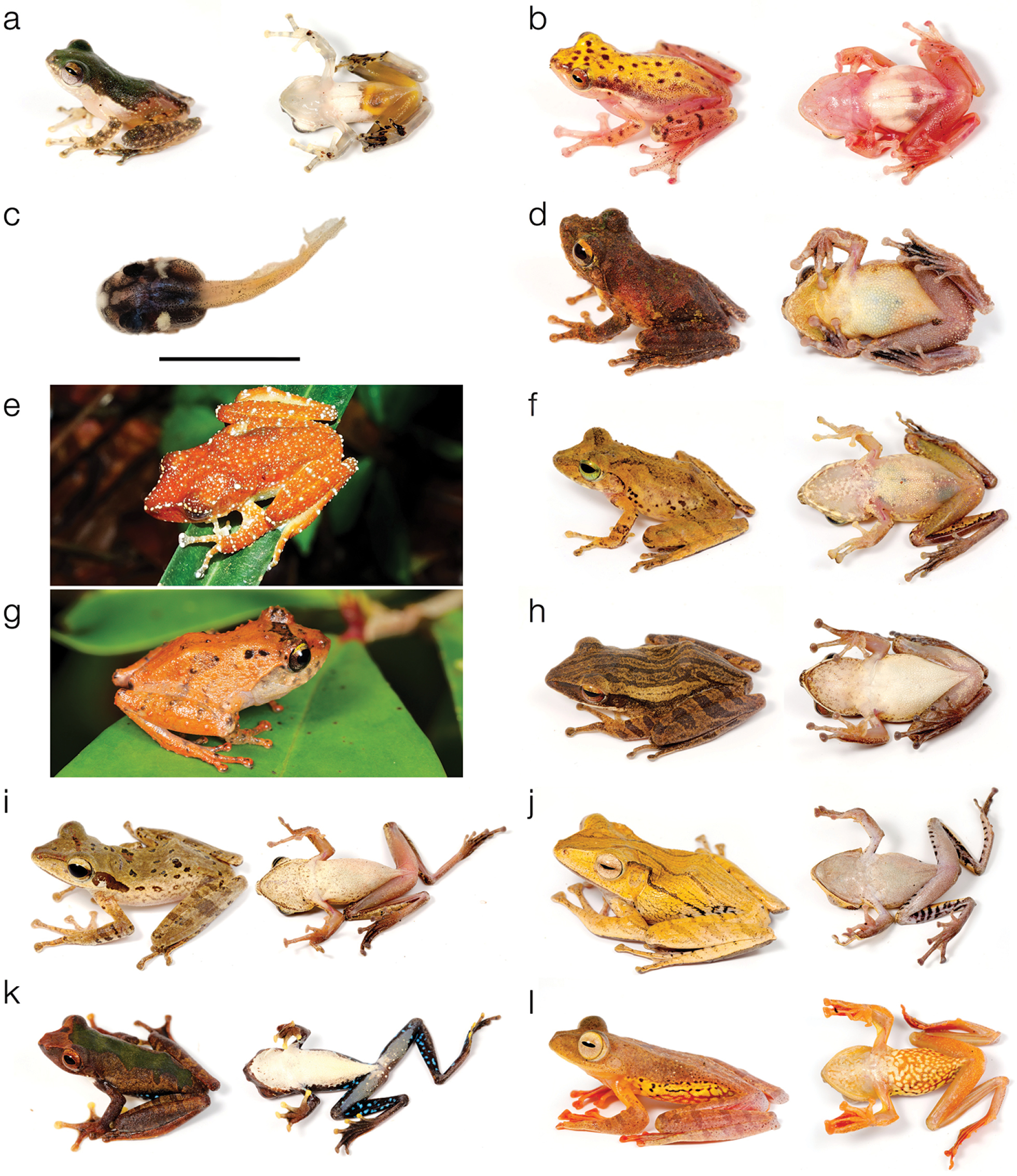
Rhacophoridae : a. Feihyla kajau b. Chiromantis inexpectatus c. têtard de Chiromantis inexpectatus d. Kurixalus appendiculatus e. Nyctixalus pictus f. Philautus hosii g. Philautus nephophilus h. Polypedates leucomystax i. Polypedates macrotis j. Polypedates otilophus k. Rhacophorus cyanopunctatus l. Rhacophorus pardalis

## Liste des espèces
Selon Amphibian Species of the World (20 avril 2015) :
- Rhacophorus achantharrhena Harvey, Pemberton & Smith, 2002
- Rhacophorus angulirostris Ahl, 1927
- Rhacophorus annamensis Smith, 1924
- Rhacophorus arboreus (Okada & Kawano, 1924)
- Rhacophorus arvalis Lue, Lai & Chen, 1995
- Rhacophorus aurantiventris Lue, Lai & Chen, 1994
- Rhacophorus baluensis Inger, 1954
- Rhacophorus barisani Harvey, Pemberton & Smith, 2002
- Rhacophorus belalongensis Dehling & Grafe, 2008
- Rhacophorus bengkuluensis Streicher, Hamidy, Harvey, Anders, Shaney, Kurniawan & Smith, 2014
- Rhacophorus bifasciatus Van Kampen, 1923
- Rhacophorus bimaculatus (Peters, 1867)
- Rhacophorus bipunctatus Ahl, 1927
- Rhacophorus borneensis Matsui, Shimada & Sudin, 2013
- Rhacophorus burmanus (Andersson, 1939)
- Rhacophorus calcadensis Ahl, 1927
- Rhacophorus calcaneus Smith, 1924
- Rhacophorus catamitus Harvey, Pemberton & Smith, 2002
- Rhacophorus chenfui Liu, 1945
- Rhacophorus cyanopunctatus Manthey & Steiof, 1998
- Rhacophorus dennysi Blanford, 1881
- Rhacophorus dorsoviridis Bourret, 1937
- Rhacophorus duboisi Ohler, Marquis, Swan & Grosjean, 2000
- Rhacophorus dugritei (David, 1872)
- Rhacophorus dulitensis Boulenger, 1892
- Rhacophorus edentulus Müller, 1894
- Rhacophorus exechopygus Inger, Orlov & Darevsky, 1999
- Rhacophorus fasciatus Boulenger, 1895
- Rhacophorus feae Boulenger, 1893
- Rhacophorus gadingensis Das & Haas, 2005
- Rhacophorus gauni (Inger, 1966)
- Rhacophorus georgii Roux, 1904
- Rhacophorus harrissoni Inger & Haile, 1959
- Rhacophorus helenae Rowley, Tran, Hoang & Le, 2012
- Rhacophorus hoanglienensis Orlov, Lathrop, Murphy & Ho, 2001
- Rhacophorus hongchibaensis Li, Liu, Chen, Wu, Murphy, Zhao, Wang & Zhang, 2012
- Rhacophorus hui Liu, 1945
- Rhacophorus hungfuensis Liu & Hu, 1961
- Rhacophorus indonesiensis Hamidy & Kurniati, 2015
- Rhacophorus jarujini Matsui & Panha, 2006
- Rhacophorus kio Ohler & Delorme, 2006
- Rhacophorus laoshan Mo, Jiang, Xie & Ohler, 2008
- Rhacophorus larissae Ostroshabov, Orlov & Nguyen, 2013
- Rhacophorus lateralis Boulenger, 1883
- Rhacophorus leucofasciatus Liu & Hu, 1962
- Rhacophorus malabaricus Jerdon, 1870
- Rhacophorus malkmusi Dehling, 2015
- Rhacophorus margaritifer (Schlegel, 1837)
- Rhacophorus marmoridorsum Orlov, 2008
- Rhacophorus maximus Günther, 1858
- Rhacophorus minimus Rao, Wilkinson & Liu, 2006
- Rhacophorus modestus Boulenger, 1920
- Rhacophorus moltrechti Boulenger, 1908
- Rhacophorus monticola Boulenger, 1896
- Rhacophorus nigropalmatus Boulenger, 1895
- Rhacophorus nigropunctatus Liu, Hu & Yang, 1962
- Rhacophorus norhayatii Chan & Grismer, 2010
- Rhacophorus omeimontis (Stejneger, 1924)
- Rhacophorus orlovi Ziegler & Köhler, 2001
- Rhacophorus owstoni (Stejneger, 1907)
- Rhacophorus pardalis Günther, 1858
- Rhacophorus penanorum Dehling, 2008
- Rhacophorus poecilonotus Boulenger, 1920
- Rhacophorus prasinatus Mou, Risch & Lue, 1983
- Rhacophorus prominanus Smith, 1924
- Rhacophorus pseudacutirostris Dehling, 2011
- Rhacophorus pseudomalabaricus Vasudevan & Dutta, 2000
- Rhacophorus puerensis (He, 1999)
- Rhacophorus reinwardtii (Schlegel, 1840)
- Rhacophorus rhodopus Liu & Hu, 1960
- Rhacophorus robertingeri Orlov, Poyarkov, Vassilieva, Ananjeva, Nguyen, Sang & Geissler, 2012
- Rhacophorus robinsonii Boulenger, 1903
- Rhacophorus rufipes Inger, 1966
- Rhacophorus schlegelii (Günther, 1858)
- Rhacophorus spelaeus Orlov, Gnophanxay, Phimminith & Phomphoumy, 2010
- Rhacophorus subansiriensis Mathew & Sen, 2009
- Rhacophorus suffry Bordoloi, Bortamuli & Ohler, 2007
- Rhacophorus taipeianus Liang & Wang, 1978
- Rhacophorus translineatus Wu, 1977
- Rhacophorus tuberculatus (Anderson, 1871)
- Rhacophorus turpes Smith, 1940
- Rhacophorus vampyrus Rowley, Le, Thi, Stuart & Hoang, 2010
- Rhacophorus verrucopus Huang, 1983
- Rhacophorus viridimaculatus Ostroshabov, Orlov & Nguyen, 2013
- Rhacophorus viridis (Hallowell, 1861)
- Rhacophorus wui Li, Liu, Chen, Wu, Murphy, Zhao, Wang & Zhang, 2012
- Rhacophorus yaoshanensis Liu & Hu, 1962
- Rhacophorus yinggelingensis Chou, Lau & Chan, 2007

## Publications originales
- Kuhl & Van Hasselt, 1822 : Uittriksels uit brieven van de Heeren Kuhl en Van Hasselt, aan de Heeren C.J. Temmnick, T. Van Swinderen, W. De Haan. Algemeene Konst-en Letter-Bode, vol. 7, p. 99–104.
- Peters, 1867 : Herpetologische Notizen. Monatsberichte der Königlichen Preussischen Akademie der Wissenschaften zu Berlin, vol. 1867, p. 13-37.